# Państwowa Inspekcja Skupu i Przetwórstwa Artykułów Rolnych
Państwowa Inspekcja Skupu i Przetwórstwa Artykułów Rolnych – centralna jednostka organizacyjna rządu istniejąca w latach 1970–2000, powołana w celu sprawowania kontroli i nadzoru nad jakością skupowanych produktów rolnych oraz ich przetwórstwem.

## Działalność
Na podstawie ustawy z 1970 r. o Państwowej Inspekcji Skupu i Przetwórstwa Artykułów Rolnych powołano Inspekcję w miejsce zniesionej Inspekcji Zbożowej.
Inspekcja Skupu i Przetwórstwa Artykułów Rolnych powołana była do:
- kontroli gospodarki zbożami i ich przetworami, nasionami jadalnych roślin strączkowych i ich przetworami, nasionami przemysłowych roślin oleistych, suszem paszowym, zielonką, paszami, mięsem i drobiem oraz ich przetworami,
- kontroli działalności gospodarczej w zakresie przemysłowego tuczu, opasu, wypasu oraz uboju zwierząt rzeźnych i drobiu,
- kontroli skupu, zbytu, składowania, transportu i przetwórstwa,
- przestrzegania obowiązujących przepisów i norm,
- domów składowych;
- zapobiegania oraz zwalczania niegospodarności i nadużyć,
- kontroli oraz orzekania o jakości towarów,
- realizacji zadań wynikających z odrębnych przepisów, w szczególności przepisów o organizacji niektórych rynków rolnych,
- nadzoru nad jednostkami upoważnionymi do prowadzenia kontroli producentów wytwarzających, przetwarzających i wprowadzających do obrotu produkty rolnictwa ekologicznego.

Organy Inspekcji Skupu i Przetwórstwa Artykułów Rolnych uprawnione były do:
- wstępu na grunty oraz do pomieszczeń przeznaczonych na skup, przetwórstwo i składowanie towarów, a także do środków transportowych przeznaczonych do transportu towarów, zwierząt rzeźnych i drobiu;
- wstępu do pomieszczeń związanych z prowadzeniem przemysłowego tuczu, opasu, wypasu oraz uboju zwierząt rzeźnych i drobiu;
- kontroli dokumentów i ksiąg oraz żądania wyjaśnień w jednostkach kontrolowanych albo w ich jednostkach nadrzędnych;
- zarządzania w uzasadnionych przypadkach inwentaryzacji towarów, zwierząt rzeźnych i drobiu;
- żądania wyjaśnień oraz sprawdzania tożsamości osób;
- zabezpieczania dowodów przestępstwa przed usunięciem, zgubieniem lub zniszczeniem;
- nieodpłatnego pobierania prób gleb, roślin i towarów;
- badania z własnej inicjatywy lub na wniosek zainteresowanej strony jakości towarów oraz orzekania w tej sprawie;
- orzekania, w przypadku stwierdzenia niewłaściwej jakości, o konieczności przeklasyfikowania, oddania do przerobu lub przeznaczenia na inne cele uzasadnione właściwościami towaru, a w razie jego nieprzydatności dla celów gospodarczych – o konieczności zniszczenia takiego towaru;
- wydawania zakazów składowania towarów oraz przetrzymywania zwierząt rzeźnych i drobiu w pomieszczeniach albo przewożenia środkami nienadającymi się do tego celu.

W celu zapobieżenia wprowadzaniu do obrotu towaru, którego jakość nie odpowiadała wymaganiom obowiązujących norm lub przepisów, organy Inspekcji Skupu i Przetwórstwa Artykułów Rolnych mogły w toku lub w wyniku kontroli dokonać zabezpieczenia tego towaru, jeżeli było to konieczne ze względu na interes społeczny. W przypadku podejrzenia, że środek spożywczy nie odpowiada warunkom zdrowotnym, organy Inspekcji powiadamiały o tym organ właściwy do wydawania w tych sprawach orzeczeń.
Zwierzchni nadzór nad działalnością Inspekcji Skupu i Przetwórstwa Artykułów Rolnych sprawował minister właściwy do spraw rynków rolnych.
Zadania Inspekcji Skupu i Przetwórstwa Artykułów Rolnych wykonywał:
- Główny Inspektor Skupu i Przetwórstwa Artykułów Rolnych,
- wojewoda przy pomocy wojewódzkiego inspektora skupu i przetwórstwa artykułów rolnych, jako kierownika wojewódzkiej inspekcji skupu i przetwórstwa artykułów rolnych, wchodzącej w skład zespolonej administracji wojewódzkiej.

Główny Inspektor Skupu i Przetwórstwa Artykułów Rolnych był centralnym organem administracji rządowej podległym ministrowi właściwemu do spraw rynków rolnych.
Głównego Inspektora Skupu i Przetwórstwa Artykułów Rolnych powoływał i odwoływał Prezes Rady Ministrów na wniosek ministra właściwego do spraw rynków rolnych.
Zastępcę Głównego Inspektora Skupu i Przetwórstwa Artykułów Rolnych powoływał i odwoływał minister właściwy do spraw rynków rolnych na wniosek Głównego Inspektora Skupu i Przetwórstwa Artykułów Rolnych.
Wojewódzki inspektor skupu i przetwórstwa artykułów rolnych wykonywał w imieniu wojewody zadania i kompetencje Inspekcji Skupu i Przetwórstwa Artykułów Rolnych.
Wojewódzkiego inspektora skupu i przetwórstwa artykułów rolnych powoływał i odwoływał wojewoda po zasięgnięciu opinii Głównego Inspektora Skupu i Przetwórstwa Artykułów Rolnych.
Na podstawie ustawy z 2000 r. o jakości handlowej artykułów rolno-spożywczych zniesiono Inspekcję.